# ابراهیم خلیل (خواننده)
ابراهیم خلیل (انگلیسی: Ibrahim Khalil؛ زادهٔ ۵ مهٔ ۲۰۰۰) خواننده و ترانه‌پرداز است. وی از سال ۲۰۱۲ میلادی تاکنون مشغول فعالیت بوده است.